# Expeditie Robinson 2015
Expeditie Robinson 2015 is het zestiende reguliere seizoen van Expeditie Robinson, een televisieprogramma waarin deelnemers moeten overleven op een onbewoond eiland en tegen elkaar strijden voor de overwinning. Dit seizoen startte op 3 september 2015 bij RTL 5. Wederom dit jaar wordt Expeditie Robinson gepresenteerd door Dennis Weening en Nicolette Kluijver. De winnaar van dit seizoen is Amara Onwuka. In de finale won zij de strijd van Anna Speller en Oscar Aerts.

## Expeditieleden
Er doen in het seizoen van 2015 opnieuw alleen maar bekende Nederlanders mee, dit seizoen 17 in getal.
| Naam                 | Resultaat           |
| -------------------- | ------------------- |
| Amara Onwuka         | Winnaar             |
| Oscar Aerts          | Verliezend finalist |
| Anna Speller         | Verliezend finalist |
| Klaas van der Eerden | 4e                  |
| Danny Ghosen         | 5e                  |
| Kim Lammers          | 6e                  |
| Ryanne van Dorst     | 7e                  |
| Sander Janson        | 8e                  |
| Sharon Doorson       | 9e                  |
| Tim Douwsma          | 10e                 |
| Marian Mudder        | 11e                 |
| Sandra van Nieuwland | 12e                 |
| Jaap Jongbloed       | 13e                 |
| Ronnie Flex          | 14e                 |
| Teske de Schepper    | 15e                 |
| Wietze de Jager      | 16e                 |
| Kees van der Spek    | 17e                 |

## Nieuwe elementen
Er waren in het seizoen 2015 bij aanvang enkele spelelementen veranderd ten opzichte van de eerdere edities: 
1. Een oneven aantal startende deelnemers, voorheen was dat een even aantal.
2. Alle actieve deelnemers samen op 1 kamp, voorheen waren dat 2 kampen met de namen "Noord" en "Zuid".
3. Zowel de leden van het winnende team als ook de leden van verliezende team konden hun stem uitbrengen.

Als resultaat van deze wijzigingen volgde bij de start van een aflevering de volgende stappen:
1. Al dan niet vrijwillig ging 1 deelnemer naar een eiland met wachters, daarbij werd vooraf niet verteld wie of wat ze daar zouden aantreffen.
2. De overige deelnemers, even in aantal, splitsten zich op in 2 gelijke kampen enkel door middel van overleg.